# Регуляторные пептиды
Регуляторные пептиды — группа биологически активных веществ пептидной природы. При большом разнообразии свойств и функций регуляторных пептидов, существуют определенные затруднения в их классификации и определении. Регуляторные пептиды являются одним из видов информонов. Их основными признаками являются полифункциональность и способ образования путём выщепления из полипептида-предшественника. Многие регуляторные пептиды обычно рассматриваются как гормоны (инсулин, вазопрессин, окситоцин, семакс, селанк, соматостатин, АКТГ, гастрин и др.).

## Общая характеристика
В. Б. Розен относит регуляторные пептиды к гистогормонам, опираясь на их относительно короткое время полураспада и на участие в процессах регуляции на локальном, тканевом уровне. И. П. Ашмарин и коллеги (2007) относят их к нейромодуляторам.
В настоящее время известно более 1500 видов регуляторных пептидов. Регуляторные пептиды отличают небольшие размеры относительно всех пептидов, в их состав входят 2-55 аминокислотных остатка. С другой стороны, их молекулярная масса обычно превышает таковую у «классических» нейромедиаторов, их устойчивость также выше (1-90 минут против 1-180 секунд у нейромедиаторов).
Механизм действия регуляторных пептидов нейронов в целом подобен таковому у медиаторов, но имеет некоторые отличия. Так, секреция регуляторных пептидов обычно происходит при многократном прохождении нервного импульса, они действуют на иные мишени (обычно метаботропные рецепторы или энзимы), и при выделении вместе с медиаторами изменяют, регулируют их эффект, что и позволяет называть эти пептиды регуляторными. Особенно важно, что каждый регуляторный пептид полифункционален, но при этом каждый высокоспецифичен к определенным рецепторам. Многие регуляторные пептиды могут обладать вторичными эффектами, то есть регулировать выход других регуляторных пептидов.
Регуляторные пептиды образуются путём сложного, часто многоступенчатого выщепления из пептида-предшественника. На NH2-конце предшественника расположен сигнальный пептид, позволяющий предшественнику передвигаться по нейрону к месту секреции.
Для некоторых регуляторных пептидов хорошо изучен эволюционный ряд. Обычно эволюция происходит при единичных изменениях аминокислотных остатков пептида, приводящих к потере или приобретению какого-либо вида биоактивности.

## Регуляторные пептиды, содержащие D-аминокислоты
Дерморфин

## Пептоиды
Сродство регуляторных пептидов к рецепторам определяется в большей мере пространственной структурой молекулы. Непептидные молекулы с подобной пространственной структурой действуют аналогично регуляторным пептидам и называются пептоидами. Ими являются многие наркотические вещества. Так, пептоидами, аналогичными опиатным регуляторным пептидам (энкефалин, бета-эндорфин), являются морфин и героин. Бензодиазепины являются аналогами пептидов эндозепинов.

## Использованная литература
- Розен В. Б. Основы эндокринологии: Учебник. М.: Изд-во МГУ, 1994
- Ашмарин И. П., Ещенко Н. Д., Каразеева Е. П. Нейрохимия в таблицах и схемах. М.: «Экзамен», 2007